# Course féminine suisse
La course féminine suisse (en allemand : Schweizer Frauenlauf) est une course à pied réservée aux femmes d'une distance de 5 kilomètres se courant en ville de Berne, en Suisse. Elle a été créée en 1987.

## Histoire
La course voit le jour en 1987 lorsque Jacqueline Hausch, la femme du coureur de fond Markus Ryffel et Verena Weibel, la femme de Benedikt Weibel, émettent l'idée de créer une course à pied réservée aux femmes. Elles concrétisent leur idée avec l'aide des athlètes Cornelia Bürki et Sandra Gasser,. La société événementielle Ryffel Running, créée par Markus, prend en charge l'organisation de l'événement. La ville de Berne est choisie pour accueillir le parcours de 5 kilomètres. La première édition a lieu le 21 juin 1987 et est un véritable succès. Le précédent record de participation féminine à une course populaire en Suisse est de 1 341 femmes à Morat-Fribourg en 1986. Les organisateurs s'attendent à recevoir environ 1 200 inscriptions mais ce ne sont pas moins de 2 320 coureuses qui se présentent au départ.
La course connaît rapidement un succès international et voit plusieurs des meilleures coureuses de fond du monde y participer et voit notamment les victoires des championnes olympiques Yelena Romanova en 1993 et Derartu Tulu en 1995 ou encore la championne du monde de cross-country Gete Wami en 1996 et 1998. En 1997, la Kénynane Lydia Cheromei s'impose en 14 min 57 s 2. Elle signe un nouveau record du parcours et une nouvelle meilleure performance mondiale en devenant la première femme à franchir la barre des 15 min sur la distance de 5 kilomètres.
En 2005, le parcours est déplacé en vieille ville de Berne. À cette occasion, une nouvelle épreuve de 10 kilomètres est ajoutée à l'événement. Fabiola Rueda-Oppliger est la première à s'imposer sur cette nouvelle épreuve.
La trentième édition en 2016 bat le record de participation avec 16 199 inscriptions toutes catégories confondues.
La course est annulée en 2020 en raison de la pandémie de Covid-19. En 2021, elle est reportée en août pour les mêmes raisons et le parcours revient sur le tracé d'origine à Neufeld.
En 2023, deux conseillères fédérales, Viola Amherd et Élisabeth Baume-Schneider, prennent part à la manifestation en s'élançant au départ de la nouvelle épreuve de 3 km marche, notamment pour soutenir la lutte contre le cancer du sein.

## Parcours
Le départ est donné devant le centre sportif universitaire de Berne dans le quartier de Neufeld. Le parcours de 5 kilomètres se dirige ensuite dans la forêt de Bremgarten où il traverse l'autoroute et effectue une boucle dans la forêt. Il traverse à nouveau l'autoroute puis remonte la Bremgartenstrasse jusqu'au stade du Neufeld où est donnée l'arrivée.

## Vainqueurs

### 5 kilomètres
| Année | Vainqueur                                           | Pays                                                | Temps                                               |
| ----- | --------------------------------------------------- | --------------------------------------------------- | --------------------------------------------------- |
| 1987  | Cornelia Bürki                                      | Suisse                                              | 16 min 12 s 1                                       |
| 1988  | Cornelia Bürki                                      | Suisse                                              | 16 min 18 s 8                                       |
| 1989  | Jeanne-Marie Pipoz                                  | Suisse                                              | 15 min 44 s 5                                       |
| 1990  | Uta Pippig                                          | Allemagne de l'Ouest                                | 15 min 28 s 8                                       |
| 1991  | Uta Pippig                                          | Allemagne                                           | 15 min 32 s 4                                       |
| 1991  | Kathrin Ullrich                                     | Allemagne                                           | 15 min 29 s 6                                       |
| 1993  | Yelena Romanova                                     | Russie                                              | 15 min 14 s 5                                       |
| 1994  | Margareta Keszeg                                    | Roumanie                                            | 15 min 40 s 4                                       |
| 1995  | Derartu Tulu                                        | Éthiopie                                            | 15 min 28 s 6                                       |
| 1996  | Gete Wami                                           | Éthiopie                                            | 15 min 27 s 9                                       |
| 1997  | Lydia Cheromei                                      | Kenya                                               | 14 min 57 s 2                                       |
| 1998  | Gete Wami                                           | Éthiopie                                            | 15 min 33 s 2                                       |
| 1999  | Ayelech Worku                                       | Éthiopie                                            | 15 min 15 s 2                                       |
| 2000  | Lydia Cheromei                                      | Kenya                                               | 15 min 17 s 8                                       |
| 2001  | Leah Malot                                          | Kenya                                               | 15 min 26 s 5                                       |
| 2002  | Leah Malot                                          | Kenya                                               | 15 min 20 s 0                                       |
| 2003  | Leah Malot                                          | Kenya                                               | 15 min 50 s 7                                       |
| 2004  | Zenebech Tola                                       | Éthiopie                                            | 15 min 24 s 8                                       |
| 2005  | Tsige Worku                                         | Éthiopie                                            | 16 min 22 s 5                                       |
| 2006  | Edith Masai                                         | Kenya                                               | 15 min 55 s 0                                       |
| 2007  | Anikó Kálovics                                      | Hongrie                                             | 16 min 15 s 4                                       |
| 2008  | Mirja Jenni                                         | Suisse                                              | 16 min 21 s 5                                       |
| 2008  | Tsige Worku                                         | Éthiopie                                            | 16 min 10 s 0                                       |
| 2010  | Anikó Kálovics                                      | Hongrie                                             | 16 min 6 s 0                                        |
| 2011  | Viktoria Pogorielska                                | Ukraine                                             | 16 min 14 s 8                                       |
| 2012  | Cynthia Kosgei                                      | Kenya                                               | 16 min 12 s 9                                       |
| 2013  | Viktoria Pogorielska                                | Ukraine                                             | 16 min 0 s 4                                        |
| 2014  | Viktoria Pogorielska                                | Ukraine                                             | 16 min 8 s 8                                        |
| 2015  | Viktoria Pogorielska                                | Ukraine                                             | 16 min 58 s 5                                       |
| 2016  | Helen Bekele Tola                                   | Éthiopie                                            | 16 min 18 s 9                                       |
| 2017  | Fabienne Schlumpf                                   | Suisse                                              | 16 min 32 s 4                                       |
| 2018  | Fabienne Schlumpf                                   | Suisse                                              | 16 min 43 s                                         |
| 2019  | Delia Sclabas                                       | Suisse                                              | 17 min 12 s                                         |
| 2020  | Course annulée en raison de la pandémie de Covid-19 | Course annulée en raison de la pandémie de Covid-19 | Course annulée en raison de la pandémie de Covid-19 |
| 2021  | Delia Sclabas                                       | Suisse                                              | 17 min 20 s                                         |
| 2022  | Fabienne Schlumpf                                   | Suisse                                              | 17 min 15 s                                         |
| 2023  | Baze Kasanesh Ayenew                                | Éthiopie                                            | 16 min 20 s                                         |
| 2024  | Zenebu Fentaye Bihonegn                             | Éthiopie                                            | 16 min 39 s                                         |
| 2025  | Dinad Alemtsehay Gemechu                            | Éthiopie                                            | 16 min 51 s                                         |

 Record de l'épreuve

### 10 kilomètres
| Année | Vainqueur                                           | Pays                                                | Temps                                               |
| ----- | --------------------------------------------------- | --------------------------------------------------- | --------------------------------------------------- |
| 2005  | Fabiola Rueda-Oppliger                              | Suisse                                              | 36 min 42 s 5                                       |
| 2006  | Josianne Lauber                                     | Suisse                                              | 36 min 30 s 3                                       |
| 2007  | Regula Zahno                                        | Suisse                                              | 36 min 43 s 0                                       |
| 2008  | Patricia Morceli                                    | Suisse                                              | 35 min 27 s 0                                       |
| 2009  | Maya Chollet                                        | Suisse                                              | 38 min 20 s 6                                       |
| 2010  | Juliette Schild-Leuthold                            | Suisse                                              | 37 min 22 s 9                                       |
| 2011  | Monika Fürholz                                      | Suisse                                              | 36 min 38 s 4                                       |
| 2012  | Ursula Spielmann-Jeitziner                          | Suisse                                              | 35 min 31 s 4                                       |
| 2013  | Patricia Morceli-Bühler                             | Suisse                                              | 35 min 15 s 5                                       |
| 2014  | Gabi Nyffeler                                       | Suisse                                              | 36 min 53 s 9                                       |
| 2015  | Gabi Nyffeler                                       | Suisse                                              | 36 min 52 s 3                                       |
| 2016  | Aude Salord                                         | Suisse                                              | 36 min 49 s 9                                       |
| 2017  | Gabi Nyffeler-Berger                                | Suisse                                              | 37 min 7 s 6                                        |
| 2018  | Nina Zoller                                         | Suisse                                              | 37 min 59 s                                         |
| 2019  | Nicole Egger                                        | Suisse                                              | 36 min 6 s                                          |
| 2020  | Course annulée en raison de la pandémie de Covid-19 | Course annulée en raison de la pandémie de Covid-19 | Course annulée en raison de la pandémie de Covid-19 |
| 2021  | Rea Iseli                                           | Suisse                                              | 38 min 35 s                                         |
| 2022  | Sina Michael                                        | Érythrée                                            | 36 min 40 s                                         |
| 2023  | Sina Michael                                        | Érythrée                                            | 36 min 56 s                                         |
| 2024  | Gianna Chiara Wohler                                | Suisse                                              | 37 min 28 s                                         |
| 2025  | Carla Nina Wohler                                   | Suisse                                              | 38 min 4 s                                          |

 Record de l'épreuve